# Широково
Широ̀ково е село в Северна България, община Две могили, област Русе.

## География
Село Широково се намира в източната част на Дунавската равнина, на около 33 km на юг от областния град Русе, 13 km на североизток от град Борово, 32 km на северозапад от град Попово и 7 km на югоизток от общинския център град Две могили. Климатът е умереноконтинентален. Широково е разположено в област с варовикови скали и каньоновиден характер, източната му част е край река Черни Лом, а югоизточната – край река Баниски Лом до вливането ѝ в Черни Лом. През източния край на селото минава в направление север – юг третокласният Републикански път III-5001, който на север води покрай река Черни Лом и село Пепелина към град Две могили, а на югоизток – през село Острица към връзка с третокласния Републикански път III-202 и по него към град Попово. Общински път свързва Широково на юг със село Чилнов.
Надморската височина на моста на Черни Лом е около 98 m, в центъра на селото – около 116 m, а на югозапад от центъра достига около 160 m.
Населението на село Широково, наброявало 917 души към 1946 г., намалява до 70 души към 2018 г.
При преброяването на населението към 1 февруари 2011 г., от обща численост 82 лица, за 81 лица е посочена принадлежност към „българска“ етническа група.

## Редовни събития
Всяка година в последната седмица от месец ноември се състои сборът на селото.

## Природни и културни забележителности
- На 900 м югоизточно от центъра на селото в местността „Кръстовица“ или „Кале борун“ се намира късноантичната крепост „Кале бурун“ или „Кале Широково“ .[5]
- Преди влизане в селото, в горната част на огромен скален масив се намира скалната пещера „Двете дупки“.
- Храм „Свети архангел Михаил“, построен през 1881 година[6].